# Hämeenlinna Huskies
Gli Hämeenlinna Huskies sono stati una squadra di football americano di Hämeenlinna, in Finlandia; fondati nel 2011, hanno vinto 1 titolo di secondo livello e 1 titolo di terzo livello.
Hanno chiuso nel 2018 per problemi finanziari e di organico.

## Dettaglio stagioni

### Tornei nazionali

#### Campionato

##### Vaahteraliiga
| Stagione | regular season | regular season | regular season | regular season | regular season | regular season | playoff | playoff | playoff | playoff | playoff | playoff    | playoff     |
|          | Vin            | Par            | Per            | Tot            | PF             | PS             | Vin     | Per     | Tot     | PF      | PS      | risultato  | avversaria  |
| -------- | -------------- | -------------- | -------------- | -------------- | -------------- | -------------- | ------- | ------- | ------- | ------- | ------- | ---------- | ----------- |
| 2017     | 8              | 0              | 4              | 12             | 352            | 203            | 0       | 1       | 1       | 14      | 17      | Semifinale | Wasa Royals |
| Totale   | 8              | 0              | 4              | 12             | 352            | 203            | 0       | 1       | 1       | 14      | 17      |            |             |

Fonti: Enciclopedia del Football - A cura di Massimo Mezzetti

##### Naisten Vaahteraliiga
| Stagione | regular season | regular season | regular season | regular season | regular season | regular season | playoff | playoff | playoff | playoff | playoff | playoff   | playoff    |
|          | Vin            | Par            | Per            | Tot            | PF             | PS             | Vin     | Per     | Tot     | PF      | PS      | risultato | avversaria |
| -------- | -------------- | -------------- | -------------- | -------------- | -------------- | -------------- | ------- | ------- | ------- | ------- | ------- | --------- | ---------- |
| 2016     | 1              | 0              | 6              | 7              | 75             | 258            | -       | -       | -       | -       | -       | -         | -          |
| Totale   | 1              | 0              | 6              | 7              | 75             | 258            | -       | -       | -       | -       | -       |           |            |

Fonti: Enciclopedia del Football - A cura di Massimo Mezzetti

##### I-divisioona
| Stagione | regular season | regular season | regular season | regular season | regular season | regular season | playoff | playoff | playoff | playoff | playoff | playoff       | playoff             |
|          | Vin            | Par            | Per            | Tot            | PF             | PS             | Vin     | Per     | Tot     | PF      | PS      | risultato     | avversaria          |
| -------- | -------------- | -------------- | -------------- | -------------- | -------------- | -------------- | ------- | ------- | ------- | ------- | ------- | ------------- | ------------------- |
| 2015     | 7              | 0              | 1              | 8              | 344            | 115            | 1       | 1       | 2       | 49      | 47      | Spagettimalja | Tampere Saints      |
| 2016     | 7              | 0              | 1              | 8              | 290            | 127            | 2       | 0       | 2       | 84      | 46      | Campioni      | Helsinki Wolverines |
| Totale   | 14             | 0              | 2              | 16             | 634            | 242            | 3       | 1       | 4       | 133     | 93      |               |                     |

Fonti: Enciclopedia del Football - A cura di Massimo Mezzetti

##### Naisten I-divisioona
| Stagione | regular season | regular season | regular season | regular season | regular season | regular season | playoff | playoff | playoff | playoff | playoff | playoff     | playoff         |
|          | Vin            | Par            | Per            | Tot            | PF             | PS             | Vin     | Per     | Tot     | PF      | PS      | risultato   | avversaria      |
| -------- | -------------- | -------------- | -------------- | -------------- | -------------- | -------------- | ------- | ------- | ------- | ------- | ------- | ----------- | --------------- |
| 2014     | 1              | 0              | 6              | 7              | 142            | 297            | -       | -       | -       | -       | -       | -           | -               |
| 2015     | 7              | 0              | 1              | 8              | 244            | 66             | 2       | 0       | 2       | 72      | 20      | Campionesse | Kuopio Steelers |
| Totale   | 8              | 0              | 7              | 15             | 386            | 363            | 2       | 0       | 2       | 72      | 20      |             |                 |

Fonti: Enciclopedia del Football - A cura di Massimo Mezzetti

##### II-divisioona
| Stagione | regular season | regular season | regular season | regular season | regular season | regular season | playoff | playoff | playoff | playoff | playoff | playoff    | playoff        |
|          | Vin            | Par            | Per            | Tot            | PF             | PS             | Vin     | Per     | Tot     | PF      | PS      | risultato  | avversaria     |
| -------- | -------------- | -------------- | -------------- | -------------- | -------------- | -------------- | ------- | ------- | ------- | ------- | ------- | ---------- | -------------- |
| 2012     | 3              | 0              | 5              | 8              | 29             | 164            | -       | -       | -       | -       | -       | -          | -              |
| 2013     | 5              | 0              | 1              | 6              | 171            | 68             | 2       | 1       | 3       | 68      | 77      | Rautamalja | Wasa Royals    |
| 2014     | 9              | 0              | 1              | 10             | 431            | 62             | 1       | 0       | 1       | 35      | 8       | Campioni   | Hanko Sun City |
| Totale   | 17             | 0              | 7              | 24             | 631            | 294            | 3       | 1       | 4       | 103     | 85      |            |                |

Fonti: Enciclopedia del Football - A cura di Massimo Mezzetti

### Riepilogo fasi finali disputate
| Anno             | Luogo       | Evento               | Fase del torneo | Incontro                                  | Risultato |
| 25 agosto 2013   | Vaasa       | II-divisioona        | Rautamalja      | Wasa Royals - Hämeenlinna Huskies         | 48 - 0    |
| 6 settembre 2014 | Hämeenlinna | II-divisioona        | Rautamalja      | Hämeenlinna Huskies - Hanko Sun City      | 35 - 8    |
| 22 agosto 2015   | Hämeenlinna | I-divisioona         | Spagettimalja   | Hämeenlinna Huskies - Tampere Saints      | 15 - 28   |
| 6 settembre 2015 |             | Naisten I-divisioona | Finale          | Hämeenlinna Huskies - Kuopio Steelers     | 28 - 20   |
| 20 agosto 2016   | Helsinki    | I-divisioona         | Spagettimalja   | Helsinki Wolverines - Hämeenlinna Huskies | 34 - 49   |
| 26 agosto 2017   | Vaasa       | Vaahteraliiga        | Semifinale      | Wasa Royals - Hämeenlinna Huskies         | 17 - 14   |

## Palmarès
- 1 Spaghettimalja (2016)
- 1 Naisten I-divisioona (2015)
- 1 Rautamalja (2014)
- 1 II-divisioona Under-15 a 7 (2017)